# Doug Hegdahl
Douglas Brent Hegdahl III (né le 3 septembre 1946 à Clark (Dakota du Sud)) est un militaire américain qui a participé à la guerre du Viêt Nam.

## Biographie
Tombé à la mer de l'USS Canberra dans le golfe du Tonkin le 6 avril 1967, Doug Hegdahl est arrêté puis détenu comme prisonnier de guerre pendant la guerre du Viêt Nam. Se faisant passer auprès de ses geôliers comme une personne « stupide », à sa libération, il a été en mesure de fournir les noms et les informations personnelles d'environ 256 autres prisonniers de guerre (dont il apprend les noms avec la mélodie de la chanson enfantine Old MacDonald Had a Farm), ainsi que de révéler les conditions de vie des prisonniers de guerre dans la prison Hỏa Lò.